# Marisa Martínez Pérsico

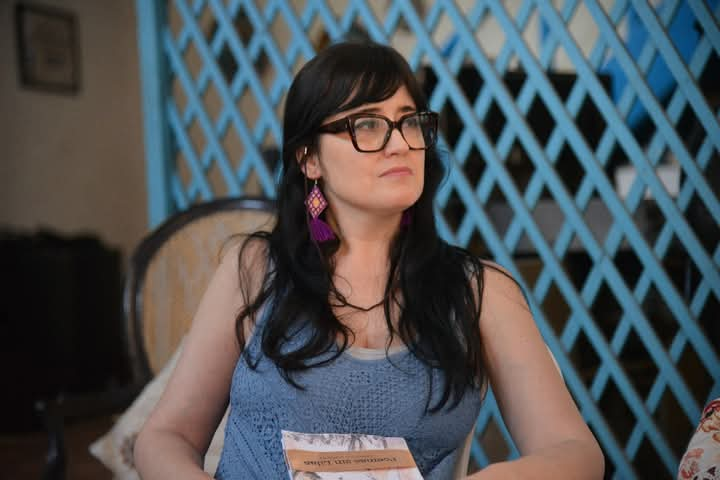
Marisa Martínez Pérsico durante la presentación de su libro Poemas sin lilas en el marco de las celebraciones por los 40 años de Ediciones Vigía

Marisa Martínez Pérsico (Buenos Aires, Argentina, 1978) es una escritora, poeta, traductora y académica argentina. Doctora en Filología Hispánica. Enseña, desde 2010, Lengua y Literaturas Hispánicas en diversas universidades italianas.

## Biografía
Nacida en Buenos Aires en 1978, se graduó en Letras en la Universidad de Buenos Aires (UBA) y obtuvo su doctorado en Literatura Española e Hispanoamericana por la Universidad de Salamanca, con una tesis sobre literatura argentina contemporánea titulada A su imagen y caricatura: Crónicas noveladas del ultraísmo por Rafael Cansinos-Assens, Norah Lange y Leopoldo Marechal.
Ha sido profesora en:
- Universidad Guillermo Marconi  (Italia)[3]
- Universidad de Udine (Italia) [4]

## Ámbito de interés
Sus ámbitos de interés son la traducción y la autotraducción poética, la literatura comparada, las literaturas argentina, española y ecuatoriana del siglo XX, las variedades diatópicas del español, la didáctica de la lengua española para los italohablantes a través de la literatura hispánica, la elaboración de modelos de certificación lingüística.

## Obra literaria

### Poesía
- Las voces de las hojas (1998, Editorial Baobab)[5]
- Poética ambulante (2003, Ediciones del Dock)[6]

- Los pliegos obtusos (2004, Alción Editora)[7]

- La única puerta era la tuya (2015, Editorial Verbum). ISBN 978-987-1942-85-6[8]
- El cielo entre paréntesis (2017, [Editorial Valparaíso]). ISBN 9788417096243[9]

#### Poesía reciente
- Finlandia (2021, RIL Editores). ISBN 978-987-45389-7-2[10]
- Principios y continuaciones (2021, Editorial Pre-Textos España). ISBN 978-84-16937-65-1[11]

## Reconocimientos
- Premio Nacional de Poesía (Argentina, 2006)[12]
- Beca del Fondo Nacional de las Artes (2011)
- Residencia en la Fundación Civitella Ranieri (Italia, 2015)[13]